# 生物分子复合体
生物分子复合体 ，也称为大分子复合体或生物大分子复合体，是指任何一种由多于一种蛋白质、RNA、DNA、 脂质或碳水化合物分子组成的生物复合物。 这些生物分子之间的相互作用是非共价的。 例如： 
- 蛋白质复合物，其中一些是多酶复合物：蛋白酶体、DNA聚合酶III全酶、RNA聚合酶II全酶、对称病毒衣壳、伴侣蛋白复合物GroEL-GroES、光系统 I、ATP合成酶、 铁蛋白 。
- RNA-蛋白质复合物：核糖体、剪接体、穹窿体、SnRNP。细胞核中的这种复合物称为核糖核蛋白（RNP）。
- DNA-蛋白质复合物： 核小体。
- 蛋白质 - 脂质复合物： 脂蛋白 。 [3] [4]

可以通过X射线晶体学、蛋白质NMR光谱学、冷冻电子显微镜和连续单粒子分析以及电子断层扫描，在结构上研究生物大分子复合物。 通过X射线晶体学和生物分子NMR光谱获得的原子结构模型可以对接到通过诸如电子显微镜，电子断层摄影和小角度X射线散射等分辨率较低的技术获得的更大的生物分子复合物结构中。

## 请参见
- 第四级结构
- 多蛋白复合物
- 大分子组装：生物学中的大分子组装与生物大分子复合物相同。
- 细胞器 ：“细胞器”的最广泛定义不仅包括膜结合细胞结构，还包括非常大的生物分子复合物。
- 生物分子的多态建模

## 拓展阅读
- Berg, J.Tymoczko, J. and Stryer, L., Biochemistry. (W. H. Freeman and Company, 2002), ISBN 0-7167-4955-6
- Cox, M. 和Nelson, D. L.  ， Lehninger生物化学原理。 （Palgrave Macmillan，2004）， ISBN 0-7167-4339-6